# Ralph Earnhardt
Ralph Lee Earnhardt (* 23. Februar 1928 in Kannapolis, North Carolina; † 26. September 1973) war ein US-amerikanischer NASCAR-Rennfahrer. Er war der Vater des legendären siebenmaligen Winston-Cup-Champions Dale Earnhardt und Großvater von Dale Earnhardt junior und Kerry Earnhardt. Ralph Earnhardt wuchs in Kannapolis auf. Viele Jahre seines Lebens verbrachte er in einer Baumwollspinnerei. Um Abwechslung in den Alltag zu bringen, begann er Rennen zu fahren.

## Karriere
Ralph Earnhardt startete seine Karriere auf „Dirt Tracks“. Er gewann in den folgenden Jahren hunderte Rennen und Rennstrecken-Meisterschaften auf vielen verschiedenen Strecken in den USA. Wenn er gerade keine Rennen fuhr oder nicht arbeitete, schraubte er an seinen Rennautos. Im Jahre 1956 gewann er die „NASCAR Sportsman Championship“, die Vorgänger-Serie der heutigen Nationwide Series. Zudem schaffte er es, sich in sechs aufeinander folgenden Jahren in der Rennserie in den Top 10 der Fahrergesamtwertung zu platzieren.
Auch in der Grand National Series, der höchsten Renndivision der NASCAR, die heute als Sprint Cup bekannt ist, fuhr Earnhardt. Dort war er von 1956 bis 1964 aktiv. In dieser Zeit bestritt er 51 Rennen. Dabei erreichte er sechzehnmal die Top 10 und sechsmal die Top 5. Auch wenn er dies in der Elite-Liga des NASCAR nie gezeigt hat, war er doch ein äußerst talentierter Fahrer. Er gewann in seiner 23 Jahre andauernden NASCAR-Karriere mehr als 350 Rennen. Die meisten davon in regionalen NASCAR-Rennserien.
Er verstarb am 26. September 1973, während er an einem seiner Rennwagen arbeitete, an einem Herzinfarkt. Im Jahre 1998 wurde er wegen seiner zahlreichen Erfolge zu einem von NASCAR’s 50 Greatest Drivers, den 50 besten Fahrern der NASCAR, ernannt.

## Trivia
- Im Film „3: The Dale Earnhardt Story“ wurde er von J. K. Simmons gespielt.